# Michail Ippolitov-Ivanov
Michail Michajlovitsj Ippolitov-Ivanov (Russisch: Михаил Михайлович Ипполитов-Иванов), eigenlijke naam: Michail Michajlovitsj Ivanov (Gatsjina bij Sint-Petersburg, 19 november 1859 – Moskou, 28 januari 1935) was een Russisch componist, dirigent en muziekpedagoog.

## Levensloop
Eerst studeerde hij in Gatsjina, maar in 1875 ging hij naar het conservatorium van Sint-Petersburg. Daar was hij onder andere leerling van Nikolaj Rimski-Korsakov. In 1882 studeerde hij er af. Na zijn studies werd hij directeur van de muziekschool, die al spoedig tot conservatorium uitgroeide, en dirigent van het orkest van de opera in Tbilisi (Tiflis), Georgië.
Gedurende de elf jaren in Georgië verzamelde hij muziek uit deze regio. Over zijn ervaringen en inzichten schreef hij een boek over de muziek vanuit deze regio en een boek over het Georgische volkslied. In 1893 werd hij professor aan het conservatorium van Moskou. In 1906 werd hij zelfs tot directeur benoemd en bleef aan in deze functie tot 1922. In 1924 was hij voor een jaar directeur van het conservatorium in Tbilisi (Tiflis). Tot zijn leerlingen behoorden Reinhold Glière, Sergej Vasilenko en Zakaria Paliasjvili.
Vanwege zijn carrière was hij als dirigent voor verschillende operagezellschappen werkzaam. In 1925 werd hij dirigent van het orkest van het befaamde Bolsjojtheater.
Hij was ook voor de radio en als journalist werkzaam.
Zijn sterke interesse voor oriëntaalse muziek, vooral voor muziek van de etnische minderheden in de toenmalige Sovjet-Unie, is ook in zijn oeuvre weer te vinden. Zijn werken zijn geschreven in een laat-romantisch idioom en zijn sterk beïnvloed door de Kaukasische volksmuziek die hij diepgaand had bestudeerd. Hij componeerde opera's, kerkmuziek, koormuziek, orkestwerken, kamermuziek, piano- en vioolmuziek.

## Composities

### Werken voor orkest
- 1881 Jar Chmel - ("Lente") Ouverture, op.1
- 1894 Kaukasische schetsen - orkestsuite nr. 1, voor orkest, op. 10
  1. In a Mountain Pass
  2. In the Village
  3. In the Mosque
  4. Procession of the Sardar
- 1894-1895 Kaukasische schetsen «Iveria» - orkestsuite nr. 2, voor orkest, op. 42
  1. Introduction (Lamentation of the Princess Ketevana)
  2. Berceuse
  3. Lezghinka Dance
  4. Georgian March (Georgian War March)
- 1895 Armenische rhapsodie op nationale thema's, op. 48
- 1907 Symfonie no. 1 e-klein, op. 46
  1. Adagio - Allegro risoluto
  2. Scherzo: Allegro
  3. Elegia: Larghetto
  4. Finale: Allegro moderato
- 1917 Het jaar 1917, symfonisch gedicht, op. 71
- 1923-1924 Mtsyri - "De monnik", symfonisch gedicht naar Michail Joerjevitsj Lermontov, op. 54
- 1925 Uit de gezangen vanuit Ossian drie muzikale schilderijen, op. 56
  1. Lake Lyano
  2. Kolyma's Lament
  3. Ossian's Monologue on Contemporary Heroes
- 1926 Turkse mars, voor groot orkest, op. 55
- 1928 Een episode uit het leven van Franz Schubert symfonische schilderij voor tenor (ad libitum) en groot orkest, op. 61
- 1930 Turkse fragmenten - orkestsuite nr. 3, voor orkest, op. 62
  1. The Caravan
  2. During the rest
  3. In the night
  4. At the festival
- 1932 Voroshilov - Jubileummars voor de 15e verjaardag van de grote socialistische oktoberrevolutie, voor groot orkest, op. 67
- 1935 Op de steppen van Turkmenistan - orkestsuite nr. 4, op. 65
- 1935 Symfonie no. 2 «Karelia»
- Avond in het dorp, fantasie over twee Russische thema's voor balalaika en groot orkest, op. 64
- Catalaanse suite, op. 79
- Muzikale schilderijen uit Oezbekistan - orkestsuite nr. 5, op. 69
- Op de Wolga muzikale schilderij voor orkest, op. 50
- Scherzo voor groot orkest, op. 2

### Werken voor harmonieorkest
- 1927 Hymne aan de arbeid, voor koor, orkest en harmonieorkest, op. 59
- 1933 Jubilee March
- 1933 Turki March
- Het jaar 1917, symfonisch gedicht voor kinder- en gemengd koor, harmonieorkest en symfonieorkest, op. 71

### Muziektheater

#### Opera's
| Voltooid in | titel                                                                                                | aktes               | première                                                            | libretto                                                            |
| ----------- | --- | ------------------- | ------------------------------------------------------------------- | ------------------------------------------------------------------- |
| 1883-1886   | Ruth, op. 6                                                                                          | 3 aktes met proloog | 4 februari 1887, Tbilisi                                            | naar Ruth van Aleksej Tolstoj en Aleksandr Ostrovski                |
| 1888-1890   | Azra                                                                                                 | 3 aktes met epiloog | 4 december 1890, Tbilisi                                            | Michail Ippolitov-Ivanov naar een Moorse legende en Adam Mickiewicz |
| 1900        | Asja, op. 30                                                                                         | 3 aktes             | 11 oktober 1900, Moskou, Mamontov-opera in het Solodovnikov-theater | Nikolaj Manykin-Nevstruev naar Ivan Toergenjev                      |
| 1908-1909   | Izmena, op. 43                                                                                       | 4 aktes             | 17 december 1910, Moskou, Zimin-opera in het Solodovnikov-theater   | Aleksandr Sumbatov-Jutsjin                                          |
| 1915        | Ole iz Nordlanda (Ole uit het noordland), op. 53                                                     | 4 aktes             | 21 november 1916, Moskou, Bolsjojtheater                            | Ippolitov-Ivanov naar M. Jersen                                     |
| 1931        | Ženit᾽ba (Het huwelijk), op. 70; 1e akte van Modest Moessorgski; 2e tot 4e akte van Ippolitov-Ivanov | 4 aktes             | 18 oktober 1931, Moskou, Theater van de omroep                      | Nikolaj Vasyljevytsj Gogol                                          |
| 1933        | Poslednjaja barrikada - (De laatste barricade), op. 74                                               | 3 aktes             | niet uitgevoerd                                                     | Nikolaj Kratsjeninnikov                                             |

### Missen, cantates en geestelijke muziek
- 1895 Begroetingscantate voor de intronisatie van Nikolaj II., voor tweestemmig kinderkoor en orkest, op. 12
- 1897 Vijf karakterschilderijen, voor koor en orkest, op. 18
- 1899 Cantate ter herinnering aan Aleksandr Sergejevitsj Poesjkin, voor kinderkoor met piano- of harmoniumbegleiding, op. 26
- 1899 Twee avondmaalsgedichten (Psalm 132 en Psalm 133), voor gemengd koor, op. 29
- 1902 Cantate tot Vasilij Shukovskijs (1783-1852) nagedachtenis, naar P. Weinberg voor gemengd koor met piano, op. 35
- 1903 Liturgie van de heilige Johannes Chrysostomus, voor gemengd koor, op. 37
- 1903 Vijf Kerubimgezangen, voor vrouwenkoor, op. 38
- 1904 Zonsopgangshymne van de Pythagoreanen, naar Amfiteatrov voor gemengd koor, tien fluiten, tuba, twee harpen en orgel (ad libitum), op. 39
- 1909 Lied van de guslispeler cantate voor de 100e verjaardag van Nikolaj Gogol (1809 - 1852) voor tweestemmig kinderkoor met pianobegleiding, op. 47
- Apostolisch kommuniegebed, voor voorzanger en gemengd koor, op. 49
- Troparion tot viering van het verschijnsel van de ikone van de moeder van god in de stad Kazan, voor gemengd koor en piano, op. 54a
- Uitgekozen gebed uit de nachtelijke Vigil, voor gemengd koor, op. 43a

### Werken voor koor
- 1896 Elsässische Ballade, voor gemengd koor (of vrouwenkoor), op. 15a
- 1896 Tien tweestemmige koren, voor vrouwenstemmen met pianobegleiding, op.16
- 1896 Vijf vierstemmige koren, voor gemengd koor naar A. Kolzov, op. 17
- 1898 Legende van de witte zwaan van Novgorod, voor gemengd koor, op. 24
- Marshymne op het jaar 1812, voor tweestemmig koor

### Vocale muziek met orkest of instrumenten
- 1881 Tien kinderliederen, op. 3
- 1897 Zes Romances, op. 21 - naar Rathaus
- 1897 Zes Romances, op. 22 - naar Arseni Golenistsjev-Kutusov
- 1897 Drie maurische melodieën, op. 23 - naar Spaanse volksteksten
- 1904 Vijf Bijbelse liederen, op. 40
- 1905 Zeven psalmen van Koning David, op. 41 - voor zangstem en piano (of harp)
- 1928 Vijf Japanse gedichten, op. 60
- 1931 Drie liederen uit Kirgizië voor zang, hobo, klarinet, fagot en fluit
- Zeven liederen, op. 4 naar Aleksandr Sergejevitsj Poesjkin en Michail Joerjevitsj Lermontov

### Kamermuziek
- 1895 Vioolsonate, op. 8
- Pianokwartet, op. 9
- 1894 Strijkkwartet a-klein, op. 13
- 1897 Verlangen, voor cello en piano, op. 19
- 1898 Romantische ballade, suite voor viool en piano, op. 20
- 1934 Strijkkwartet op Armense thema's
- 1935 Avond in Georgië, voor fluit, hobo, klarinet, fagot en harp, op. 69a

### Werken voor piano
- 1885 Vijf kleine stukken, op. 7

## Publicaties
- "Nepreryvnaja rabota v zizni nalego iskusstva ... ("Die ununterbrochene Arbeit im Leben unserer Kunst ... " - Briefe von MM Ippolitov-Ivanov aus den Jahren 1918-1935, zum ersten Mal veröffentlicht und kommentiert von N. Sokolov). Sovetskajamuzyka. 1981, H. 3, S. 84-93.
- O redakcii "Borisa Godunova". (Briefwechsel mit A.K. Glazunov über eine Fassung des "Boris Godunov"), Sovetskaja muzyka. 1959, H. 12, S. 59~2.